# Öresundsuniversitetet
Öresundsuniversitetet, eller Øresundsuniversitetet (förkortat ØU), var en samarbetsorganisation mellan nio svenska och danska universitet och högskolor i Öresundsregionen. Målet med verksamheten var att främja forskning, utbildning samt kontakter med det omgivande samhället. Samarbetet påbörjades 1997 och reglerades i ett avtal som löpte till och med 2010. Under 2012 avvecklades verksamheten.
Exempel på områden som adresserades inom ØU var entreprenörskap (inom Øresund Entrepreneurship), biblioteksprojekt samt kursportal för studenter (Study Gateway). Öresundsuniversitetet omfattade cirka 150 000 studenter och 14 000 forskare (2009).
Ordförande i styrelsen för Öresundsuniversitetet var från 2009 Per Eriksson, rektor för Lunds universitet. Direktör för Öresundsuniversitetet (och Öresund Science Region) var Lars Montelius, professor i nanoteknologi vid Lunds universitet.
Inom Öresundsuniversitet bedrevs också ett större samarbete benämnt Øresund Science Region (ØSR), som förutom de danska och svenska universiteten även omfattade Region Hovedstaden och Region Sjælland i Danmark samt Region Skåne i Sverige såväl som näringslivsorganisationer och myndigheter på ömse sidor av Öresund. Øresund Science Region hade som främsta syfte att främja vetenskapsbaserad ekonomisk tillväxt. Inom ØSR organiserades arbetet i plattformar som bedrev verksamhet inom logistik (Øresund Logistics), livsmedel (Øresund Food), IT (Øresund IT) och cleantech (Øresund Environment). Nyare insatsområden var nanoteknik och materialvetenskap.
Öresundsuniversitetets samlande och övergripande mål var att medverka till att Öresundsregionen blir den ledande vetenskapsbaserade regionen i världen med optimala betingelser för studier, arbete och vardagsliv.[källa behövs] Arbetssättet var att arbeta integrativt och stödja korsbefruktning av discipliner, länder och arenor. Samarbetet inom Öresundsuniversitetet syftade inte enbart till att öka samarbetet mellan medlemsuniversiteten utan även till att öppna portarna gentemot övriga universitet i Danmark och Sverige, i Europa och världen.
Öresundsuniversitetets samarbetsmodell fick erkännande både genom OECD:s uppmärksammande 2006  och EU-kommissionen genom utmärkelsen RegioStars Awards 2008.

## Deltagande universitet och högskolor
- Copenhagen Business School (CBS)
- Danmarks Tekniske Universitet (DTU)
- Högskolan Kristianstad (HKR)
- Kunstakademiets Arkitektskole (KA)
- Köpenhamns universitet (KU)
- Lunds universitet (LU)
- Malmö högskola (MAH)
- Roskilde Universitet (RUC)
- Sveriges lantbruksuniversitet (Alnarp) (SLU)

### Fotnoter
1. ↑  Öresundsuniversitetet läggs ner Arkiverad 2 januari 2015 hämtat från the Wayback Machine., Nytt från Öresund, 2012-04-03
2. ↑  ”OECD/Pascal Observatory juni 2006, "The Øresund Science Region: A cross-border partnership between Denmark and Sweden"”. Arkiverad från originalet den 11 november 2024. https://web.archive.org/web/20241111043805/https://lcn.pascalobservatory.org/sites/default/files/6.1_-_denmark-sweden_-_oresund_-_executive_summary.pdf. Läst 11 november 2024.
3. ↑  EU-Commission 25 februari 2008, "RegioStars Awards: a celebration of Europe's most innovative regional projects"